# Barbétisme
 (août 2023).
Le mouvement des barbets ou barbétisme est un mouvement d'opposition à l’intégration du comté de Nice à la France révolutionnaire né en réaction aux exactions des troupes révolutionnaires françaises. Apparu en 1793, il va croître au fil des changements imposés par l'occupant. Comme en Vendée ou en Bretagne, la volonté de déchristianisation du pays, les réquisitions imposées aux populations et l'incorporation forcée des jeunes hommes au sein de l'armée vont alimenter ses forces.
Vers la fin de la Révolution, l'apparition de brigands qui déguisent leurs actes de délinquance en prétendus actes de résistance entraîne le discrédit des barbets. L'Empire voit leur déclin, les véritables combattants renonçant à une lutte qui ne les concerne plus guère, et les bandits étant dénoncés aux autorités par la population.
Il existe également des barbets vaudois ou calvinistes dans les Cévennes : ces derniers expriment une différence religieuse alors que ceux du comté de Nice s’opposent à l’occupation des troupes de la Révolution française.

## La naissance du barbétisme

### Étymologie
L’appellation barbet apparait chez les opprimés vaudois dès le XIIIe siècle. Il provient du nom des prédicateurs vaudois : les barbes. Lors de l’intégration du comté de Nice comme département français,
les paysans se sont révoltés contre les exactions de l’armée révolutionnaire
française. Bien que la révolte ne soit pas directement d’origine religieuse,
les révoltés ont pris le nom de barbets.

### Circonstances de la naissance du barbétisme
Le 29 septembre 1792 à 16 heures, le général français d’Anselme entre dans la ville de Nice et y installe une administration provisoire. Le 12 octobre, le général entreprend la conquête de l’arrière-pays dont les populations étaient indifférentes au changement politique. Cependant, très vite, l’opinion générale va se retourner contre les Révolutionnaires français en raison des réquisitions, pillages et exactions commises par la troupe. Excès dénoncés par le représentant en mission Philippe Buonarroti.
En réaction à ces évènements des milices irrégulières se constituent. Cela n’était guère difficile car en 1791, un décret du duc de Savoie Victor-Amédée III avait ordonné la création de milices chargées de la défense des territoires de montagne. Beaucoup d’hommes étaient donc entraînés et armés.
Dès le 16 mars 1793, une lettre des commissaires des Alpes-Maritimes adressée au Comité de guerre à Paris mentionne l’existence d’une milice irrégulière à Sospel. Ces milices sont dites irrégulières car elles sont sans uniforme, peu disciplinées, ayant parfois des femmes dans leurs rangs, et non commandées par des officiers de métier.
Les barbets viennent de naître ; ils vont pratiquer le coup de main, l’embuscade, le harcèlement et des attentats contre les troupes révolutionnaires.

## La croissance du barbétisme

### Occupation du comté de Nice par les Français
Au mois de mai 1794, tout le comté de Nice est occupé par les Français et l’armée régulière du roi de Sardaigne Victor-Amédée III ainsi que ses alliés autrichiens disparaissent de la scène. Au même moment, la tentative de déchristianisation du département est à son comble, ce qui explique aussi la recrudescence des barbets très attachés au catholicisme.
Par la signature du traité de Paris, le 10 mai 1796, le comté de Nice et la Savoie deviennent français. Entre la fin des hostilités et la signature de la paix de nombreux hommes, dont des officiers aptes au commandement, rentrent dans leurs foyers et beaucoup « deviennent barbets ou espions » selon un rapport du représentant Beffroy rédigé le 2 messidor an III (20 juin 1795). 

### Maquis autonomes dans l'arrière-pays niçois
Dans le courant de l’année 1796, des maquis autonomes s’installent dans l’arrière-pays et l’on voit apparaître une déviation du barbétisme qui abandonne parfois le loyalisme monarchique pour le banditisme pur et simple. Il faut dire que dans une région économiquement dévastée et peuplée de marginaux et de déclassés sociaux de toutes sortes, il devient difficile de vivre honnêtement.
Dès ce moment, les Républicains parlent de nouvelle Vendée et commettent massacres, pillages, incendies, et exécution d’otages en représailles.
La fin tragique de François Fulconis dit Lalin, chef barbet, lors de la capture du général Casabianca, soulève un vive émotion sur le parcours du cadavre de l'Escarène à Nice,.

## L’apogée du barbétisme
L’année 1799, période d’une nouvelle persécution religieuse conduite par André Masséna (dont certains disent qu'il fut un ancien barbet), voit un nouvel accroissement des troupes de barbets qui reçoivent l’apport des conscrits réfractaires au service militaire et des déserteurs enrôlés plus ou moins de force dans l’armée française.
Le 9 mai 1800, à la suite de revers français subis face aux Autrichiens en Italie, Nice et son arrière-pays repassent, pour vingt jours, sous autorité sarde. Les barbets vont commettre alors, à leur tour, des excès contre les soldats français laissés dans les hôpitaux de la ville et contre les « collaborateurs ». Beaucoup en profitent pour régler des comptes et accomplir des vengeances qui n’ont rien à voir avec le conflit franco-sarde.
Le 29 mai, les troupes françaises sont de retour à Nice et le nouveau préfet Flourens va entreprendre de rétablir l’ordre et lance un appel à l’union fraternelle. Par ailleurs, depuis Paris, le ministre de la police Joseph Fouché surveille attentivement les opérations de rétablissement de l’ordre.
Plusieurs sources font référence à l’Estérel comme lieu de refuge de hors la loi. Il n'y a aucun rapport entre les Barbets et l'Estérel, les Barbets n'ayant combattu que dans les confins franco-italiens.

## Le déclin du barbétisme
Sous le Consulat, l’augmentation du brigandage et le souhait des populations d'un retour à une situation normale marginalisent les barbets que l’on ne craint plus de dénoncer aux autorités.
De 1800 à 1804, une traque énergique contribue à l’apaisement du département même s’il y a encore parfois quelques soubresauts, plutôt liés au banditisme, au cours du Premier Empire. Les troupes de barbets sont alors constituées de déserteurs de l’armée ou de réfractaires à la conscription.
Au début de l’année 1814, des mécontentements sociaux dus aux guerres incessantes et à la pauvreté économique du département entraînent un sursaut de violence confortée par l’abdication de Napoléon Ier au mois d’avril. Le calme revient, à la fin avril, avec l’entrée à Nice de l’armée austro-sarde.
Une lettre du 16 mai 1814, émanant des autorités sardes, interdit aux barbets toutes manifestations guerrières ou de violences.
Par le traité de Paris du 30 mai 1814, le roi Victor-Emmanuel Ier reprend possession du comté de Nice.
À cette date, les barbets cessent d’exister.